# Clifford B. Wilson
Clifford Brittin Wilson, född 2 december 1879, död 1 januari 1943, var en amerikansk politiker.
Wilson var viceguvernör i Connecticut från 1915 till 1921 och borgmästare i Bridgeport, Connecticut.

## Tidigt liv
Clifford B. Wilson föddes i Bridgeport, Fairfield County, Connecticut, den 2 december 1879. Hans föräldrar var James A. Wilson och Mary E. Wilson (född Wordin). Han var jurist. Den 10 november 1914 gifte han sig med Anastasia C. Dorsey.

## Politisk karriär
Wilson var medlem av Republikanerna. Han valdes till borgmästare i Bridgeport 1911 och hade kvar det ämbetet till 1921, då han hade förlorat ett val. Han valdes dessutom till viceguvernör i Connecticut i november 1914. Han tjänstgjorde som viceguvernör i tre på varandra följande tvååriga mandatperioder, från den 6 januari 1915 till den 5 januari 1921, under hela den tid som Marcus H. Holcomb var guvernör i delstaten.
Han försökte bli borgmästare i Bridgeport igen 1935, men förlorade.

## Senare år
Wilson avled av en hjärtattack i Weston, Fairfield County, Connecticut, den 1 januari 1943.